# Nollaig na mBan
Nollaig na mBan (Vrouwenkerstmis of Klein Kerstmis) is een Ierse traditie waarbij vrouwen een dag vrij krijgen na alle inspanningen voor Kerstmis. Het is grotendeels een plattelandstraditie met sterke banden met de Ierse taal.
Traditioneel wordt het gevierd op Driekoningen, de laatste dag van de 12 dagen van Kerstmis / de laatste dag van de kerkelijke Kerstperiode. De Kerstperiode was een periode van hard werken voor vrouwen, die alle voorbereiding voor Kerstmis deden. En dit naast het gebruikelijke werk op de boerderij. Het is gebruikelijk dat vrouwen sociale visites maken bij vrienden voor thee en de restanten van de Kerstcake. Volgens de Ierse auteur en actrice Sheila Flitton konden vrouwen op Nollaig na mBan ook de pub bezoeken zonder de sociale taboes die daar vroeger op hingen. Nu meer mannen betrokken zijn bij het huishouden is de viering meer verschoven naar vriendschap en zusterschap dan van een onderbreking van het huishoudelijk werk.